# 香港房屋委員會
22°18′55″N 114°10′53″E / 22.315319°N 114.1813239°E
香港房屋委員會（簡稱房委會），為香港政府轄下根據《房屋條例》於1973年4月1日成立的法定組織，負責執行其決策的則為屬於政府部門的房屋署。主要工作是策劃、興建及管理香港的出租公共房屋，亦負責興建出售房屋（居者有其屋計劃）。房屋署為房委會的執行機關，並為房屋局提供支援，處理有關房屋的政策和事務。
此外，房委會也擁有和經營一些分層工廠大廈，以及附屬商業設施和其他非住宅設施。行政長官在《2011至12年施政報告》中宣布，由房委會負責推展新居者有其屋計劃。
房委會現任主席由房屋局局長何永賢兼任，其餘決策成員由行政長官委任。房委會單位現時容納超過200萬人，目前有179個公共屋邨、逾76萬個租住單位。

## 宗旨
香港房屋委員會的宗旨是為有住屋需要的市民提供一個優質的居住環境。

## 歷史
1973年，為配合當時香港總督麥理浩爵士之十年建屋計劃，將當時隸屬市政局的香港屋宇建設委員會重組為目前的房委會（但英文名稱不變）、徙置事務處及市政事務署轄下的屋宇建設科則合併為房屋署；接收了17個政府廉租屋邨、屋建會的10個廉租屋邨和所有徙置大廈，負責管理及規劃公共屋邨。到了1978年，為了使中產社會提供多一個置業選擇，房委會又推出「居者有其屋計劃」（簡稱「居屋」）。
1986年，為配合建屋計劃及相關人手擴展，房委會決定於何文田佛光街興建新總部，並於1990年竣工。
2000年，香港爆發居屋短樁醜聞，位於沙田圓洲角的愉翠苑D及E座兩幢大廈因大部份樁柱短樁而被迫拆卸，而像元朗天水圍的天頌苑這些短樁情況嚴重的居屋亦需要作維修補樁工程，並承諾額外十年結構保養，於2007年仍未出售全數有問題居屋給市民。房屋署於2007及2013年銷售曾出現結構問題的剩餘居屋單位，提供額外十年結構安全保證作為招來，吸引市民購買此曾出現結構問題樓宇。
2000年天水圍天頌苑短樁醜聞，廉政公署先後控告7人，於2003年經審訊後，只有兩名品質控制工程師及助理工程監督被判串謀訛騙罪成判監7年。兩人上訴得直，案件原發還高院重審，惟兩人最後選擇認罪，於高院同被判囚4年8個月，短樁事件成為主權移交十年公屋工程最大醜聞，部份工程監督卻仍在房署工作，纏繞多年的短樁案亦告一段落。
因1999至2000年間，東涌、天水圍、油塘等房屋署公營房屋地盤接連出現短樁，廉政公署於2007年拍攝《廉政行動2007》第二集之《沙丘城堡》是改編自「沙田愉翠苑短樁案」，並於無線電視翡翠台播出。
2005年起，房委會將轄下大部份屋邨商場、商舖、街市、停車場等設施，出售予領匯（現已更名為領展），由其管理該等設施。由於領展近年大幅加租引起民憤，房委會後來終止把新落成屋邨的商業設施出售予領展的計劃。

## 房委會成員

### 2025/2026年度委員名單
主席
- 房屋局局長

副主席
- 房屋署署長

官方委員：
- 財經事務及庫務局常任秘書長（庫務）
  - 候補：財經事務及庫務局副秘書長（庫務）（2） 或 財經事務及庫務局首席助理秘書長（庫務）（管理會計）
- 地政總署署長
  - 候補：地政總署副署長（一般事務） 或 地政總署副署長（專業事務）

非官方委員：
| - 陳志球博士 - 黃碧如女士 - 麥萃才博士 - 劉詩韻女士 - 文海亮先生 - 歐楚筠女士 - 葉傲冬先生 - 盧偉國議員 - 陳家珮議員 - 簡慧敏議員 - 楊美珍女士 - 王紹恆先生 - 陳家亮教授 - 陳遠秀女士 - 梁文廣議員 - 梁邦媛女士 - 趙子翹博士 - 羅啟華先生 - 張仁良教授 - 陸頌雄議員 |

### 歷任主席
1973年至1988年，由房屋司以官守成員兼任
- 黎保德（1973年－1977年）
- 施恪（1977年6月1日－1980年5月14日）
- 廖本懷（1980年5月15日－1985年2月10日）
- 霍德（1985年2月－8月）
- 彭玉陵（1985年8月－1986年4月）（署任房屋司）
- 杜迪（1986年4月－1988年3月31日）

1988年至2003年，由總督或行政長官委任非官守成員出任
- 鍾逸傑（1988年4月1日－1992年）
- 王䓪鳴（1993－2000年）
- 鄭漢鈞（2000－2003年）

房屋委員會主席與房屋司（回歸後改稱房屋局局長）由不同人擔任，被批評為「政出多門」；2002年「公營房屋架構檢討報告」決定房屋委員會主席改由主管房屋政策政府官員，即房屋及規劃地政局局長兼任
- 孫明揚（2003-2007年）

2007年政策局改組，由運輸及房屋局局長兼任
- 鄭汝樺（2007年7月1日－2012年6月30日）
- 張炳良（2012年7月1日－2017年6月30日）
- 陳帆（2017年7月1日－2022年6月30日）

2022年政策局改組，由房屋局局長兼任
- 何永賢（2022年7月1日－）

## 常務小組委員會
房委會下設有六個常務小組委員會，分別是建築小組委員會、商業樓宇小組委員會、財務小組委員會（下設資金管理附屬小組委員會）、策劃小組委員會（下屬審計附屬小組委員會）、資助房屋小組委員會，及投標小組委會員。

## 轄下物業

### 屋邨

#### 原屋宇建設委員會屋邨
- 北角邨（已拆卸，現時分別成為海璇、海匯酒店及北角匯）
- 蘇屋邨（已重建）
- 西環邨（擬拆卸重建）
- 彩虹邨（擬拆卸重建）
- 坪石邨
- 華富邨（擬拆卸重建）
- 愛民邨
- 馬頭圍邨（擬拆卸重建）
- 福來邨
- 和樂邨

#### 原模範屋宇會屋邨
- 模範邨

#### 原政府廉租屋邨
- 觀塘（鯉魚門道）邨（已重建為鯉安苑）
- 黃大仙上邨（已重建，部分現時成為龍翔辦公大樓）
- 石硤尾上邨（已重建）
- 山道邨（已拆卸，現時分別成為港鐵何文田站、天鑄及香港理工大學學生宿舍）
- 牛頭角上邨（已重建）
- 沙田坳邨（已重建）
- 黃竹坑邨（已拆卸，現時是港鐵黃竹坑站及黃竹坑車廠）
- 石蔭邨（已重建，部分現時成為寧峰苑）
- 元洲街邨（已重建並易名元州邨）
- 葵興邨（已重建，部分現時成為葵俊苑）
- 梨木樹邨（已重建）
- 高超道邨（已重建，現時分別成為高怡邨、高俊苑及高翔苑）
- 葵芳邨（已重建）
- 葵盛邨（即「葵盛東邨」，「葵盛西邨」部分後期落成；前者已重建，其中第12座一度保留作中轉房屋直至2010年）
- 何文田邨（已拆卸並於附近重置完成，原址分別成為兩座私人屋苑：One Homantin及皓畋）
- 白田上邨（已重建，正在重建部份為房委會成立後落成的樓宇）
- 長沙灣邨（已拆卸並於附近重置完成，原址曾租予亞洲高爾夫球會作練習場地，及後重建為麗翠苑）

#### 原徙置事務處屋邨
- 石硤尾下邨（已重建，部分現時成為美荷樓青年宿舍）
- 橫頭磡邨（已重建，部份現時分別成為富強苑及德強苑）
- 柴灣邨（已重建，部份現時分別成為環翠邨、悅翠苑、茵翠苑、柴灣市政大廈、樂軒臺及蝶翠苑）
- 大坑東邨（已重建）
- 樂富邨（已重建，部份現時成為康強苑）
- 東頭邨（已重建，部份現時成為東匯邨）
- 黃大仙下邨（已重建）
- 牛頭角下邨（已重建）
- 油塘邨（已重建，部份現時分別成為油美苑及油翠苑）
- 藍田邨（已重建，部份現時分別成為平田邨、啟田邨、安田邨及康逸苑）
- 慈雲山邨（已重建，現時分別成為慈樂邨、慈正邨、慈民邨、慈康邨、慈安苑及慈愛苑）
- 觀塘(翠屏道)邨（已重建，現時分別成為翠屏(南)邨、翠屏(北)邨及寶珮苑）
- 秀茂坪邨（已重建，部份現時成為曉麗苑）
- 田灣邨（已重建，部分現時成為鴻福苑）
- 石排灣邨（已重建）
- 李鄭屋邨（已重建，部份現時成為寶熙苑）
- 興華邨（即「興華(一)邨」，「興華(二)邨」部分後期落成，前者已重建）
- 白田下邨（已重建）
- 大環山邨（已重建）
- 葵涌邨（已重建，部份現時成為葵馥苑）
- 大窩口邨（已重建，部份現時分別成為葵賢苑、葵蓉苑）
- 石籬邨（已重建，其中10和11座一度保留作中轉房屋直至2022年）
- 新發邨（已拆卸，現時是港鐵屯門站南面部份，以及新鴻基地產上蓋住宅物業瓏門及V City商場）
- 佐敦谷邨（已拆卸，現時分別成為佐敦谷游泳池及佐敦谷遊樂場）
- 元朗邨（已拆卸，原址分別重建為朗晴邨及售予長江實業興建世宙）

#### 接收前身屋邨時的名稱更改
香港房屋委員會在1973年成立，接收前身（市政事務署、徙置事務處）屋邨時，大部分前身屋邨均直接將原有的「政府廉租屋邨」／「徙置區」通名改為「邨」；惟部分地區出現原政府廉租屋邨及原徙置事務處屋邨重名的情況，即「石硤尾」、「白田」、「黃大仙」、「牛頭角」及「觀塘」。大部分情況下，屬於乙類屋邨的徙置事務處屋邨位處下方，而屬甲類屋邨的政府廉租屋邨位於上方，因此在屋邨名字使用「下邨」、「上邨」可反映市民對兩者的期望（葵涌邨一度以大窩口道分隔上下兩邨，惟與重名情況無關）。
然而，觀塘徙置區及觀塘政府廉租屋邨位於相若水平，因此屋邨名字加上所處道路名字，分別是徙置事務處屋邨的翠屏道及政府廉租屋邨的鯉魚門道，並改名觀塘（翠屏道）邨及觀塘（鯉魚門道）邨。

#### 房屋委員會中轉房屋
2018/19年度公營房屋建屋量
於2018/19年度，房委會完成11個公屋/綠置居發展項目和七個其他資助出售單位發展項目，合共建成約26,800個新單位，當中包括公屋/綠置居單位約20,200個，其他資助出售單位約6,600個。年內新落成的零售設施總樓面面積約26,500平方米，並增設私家車和貨車泊車位約990個。

#### 研究重建屋邨
房委會在2013年完成22個高齡屋邨的重建潛力研究，可能重建屋邨包括模範邨、西環邨、馬頭圍邨、和樂邨、彩虹邨、福來邨、華富（一）邨、華富（二）邨、坪石邨、美東邨（美東樓及美寶樓）、葵盛西邨、荔景邨、梨木樹（二）邨、興華（二）邨、麗瑤邨、南山邨、長青邨、漁灣邨、彩雲（二）邨、富山邨、象山邨及石硤尾邨（19-24座）。房委會研究顯示，22個高齡屋邨結構良好，於2013年的邨齡介乎34—61年，但到2043年將達到64—91年樓齡，保養費將相當高昂，若拆卸重建，可重新規劃，以符當時的標準，但受制於原區安置居民用地或單位缺乏，暫時只有華富邨及美東邨確定重建。有團體認為，當局應率先重建地積比率較低、人口較少的公屋。房委會資助房屋小組委員會主席黃遠輝指出，華富邨重建計劃率先確定，是由於附近5幅地可提供遷置，而其餘20條屋邨重建機會均等，但不表示在可見未來就可落實重建，主要取決於哪裏找到遷置居民的資源。

### 工廠大廈
在房委會成立前，徙置事務處除發展房屋外，也發展工廠大廈，其對象為受天災或政府收地影響的家庭式工業或小規模工場。首座徙置工廠大廈為長沙灣工廠大廈第1座，於1957年10月落成。其後亦在柴灣、佐敦谷、大窩口、新蒲崗、觀塘、元朗及葵涌興建徙置工廠大廈。這些大廈的設計分為「H型」及「I型」，全為七層設計，當中「H型」設計與第一型徙置大廈相似，其公共廁所及浴室設在兩翼中間；而「I型」則為單幢式設計，廁所設在大廈兩側。
至1973年，房委會接管原徙置事務處的8處徙置工廠大廈，及於1973年至1984年間與建多9處工廠大廈，新廈樓層亦由原來的7層增至20多層，而樓宇設計亦會按地勢而改動。及至工廈的需求減少，房委會停建新工廈，並把大部份工廈拆卸，改建為住宅、學校、寫字樓或康樂設施等。由徙置事務處興建的徙置工廠大廈，現在只有「柴灣工廠大廈」僅存。由房委會興建的工廠大廈，則現在只有「晉昇工廠大廈」、「石硤尾工廠大廈」及「開泰工廠大廈」僅存。

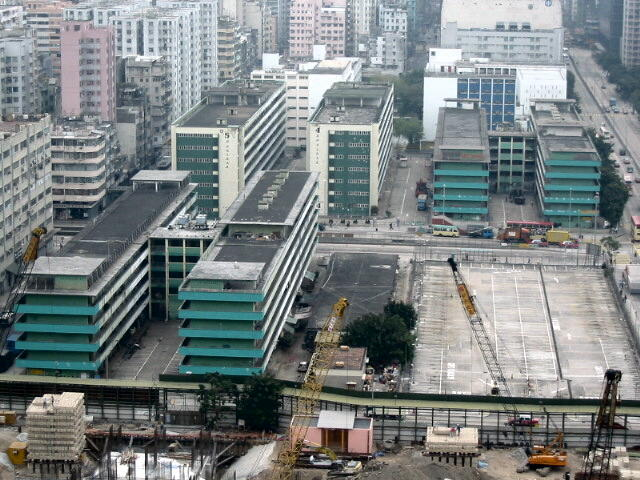
長沙灣工廠大廈 （已拆卸）
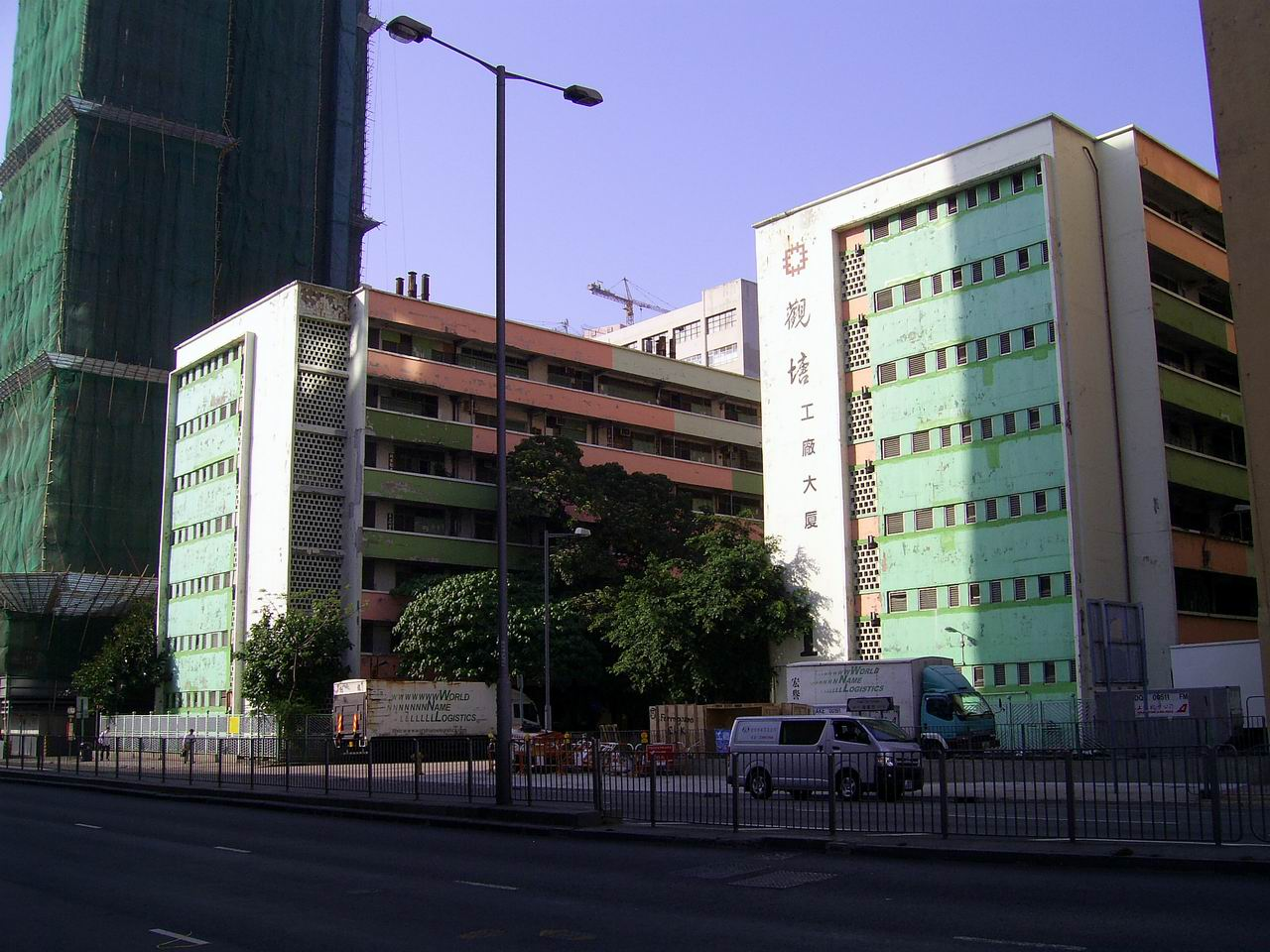
觀塘工廠大廈 （已拆卸）
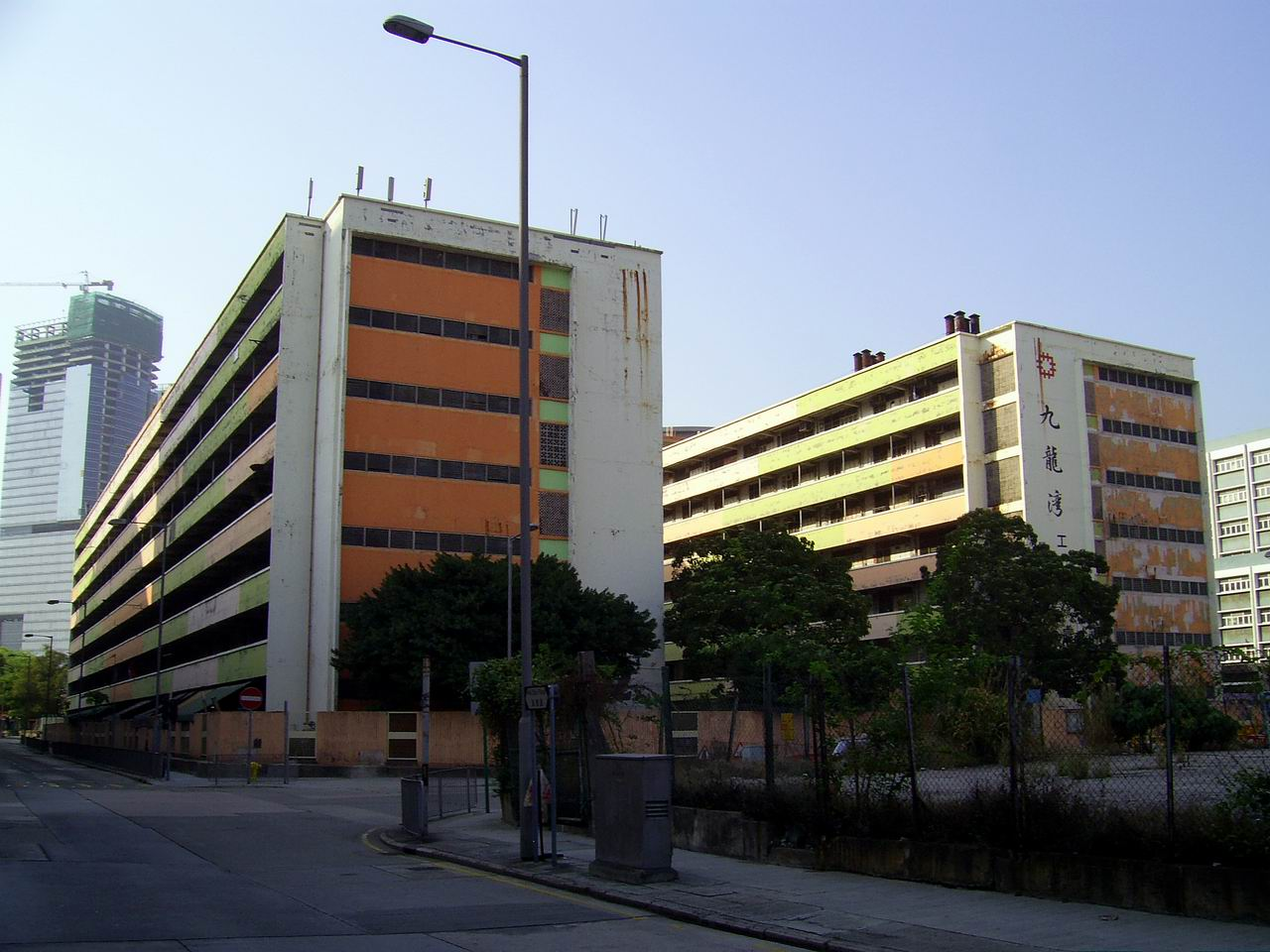
九龍灣工廠大廈 （已拆卸）
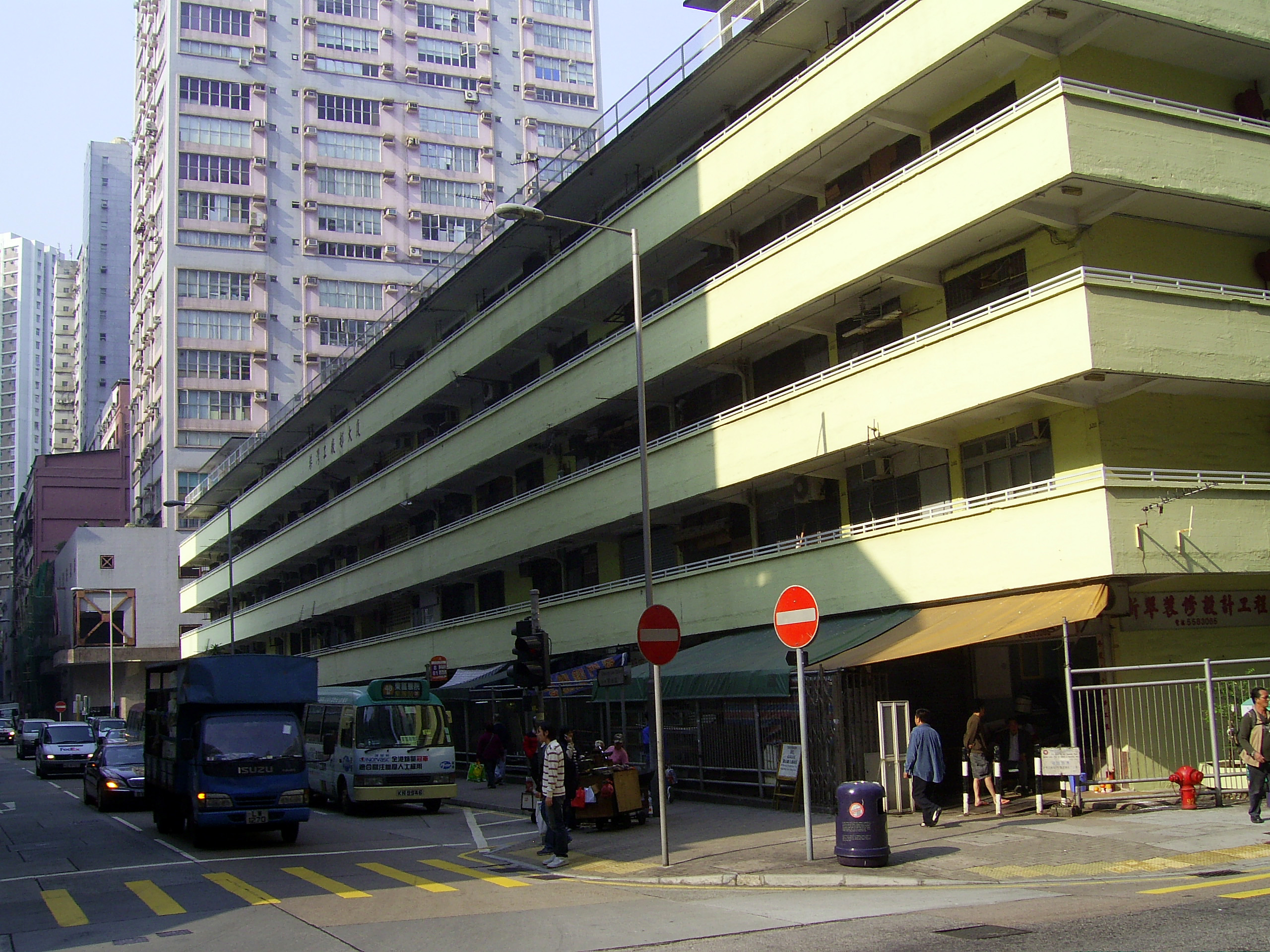
柴灣工廠大廈
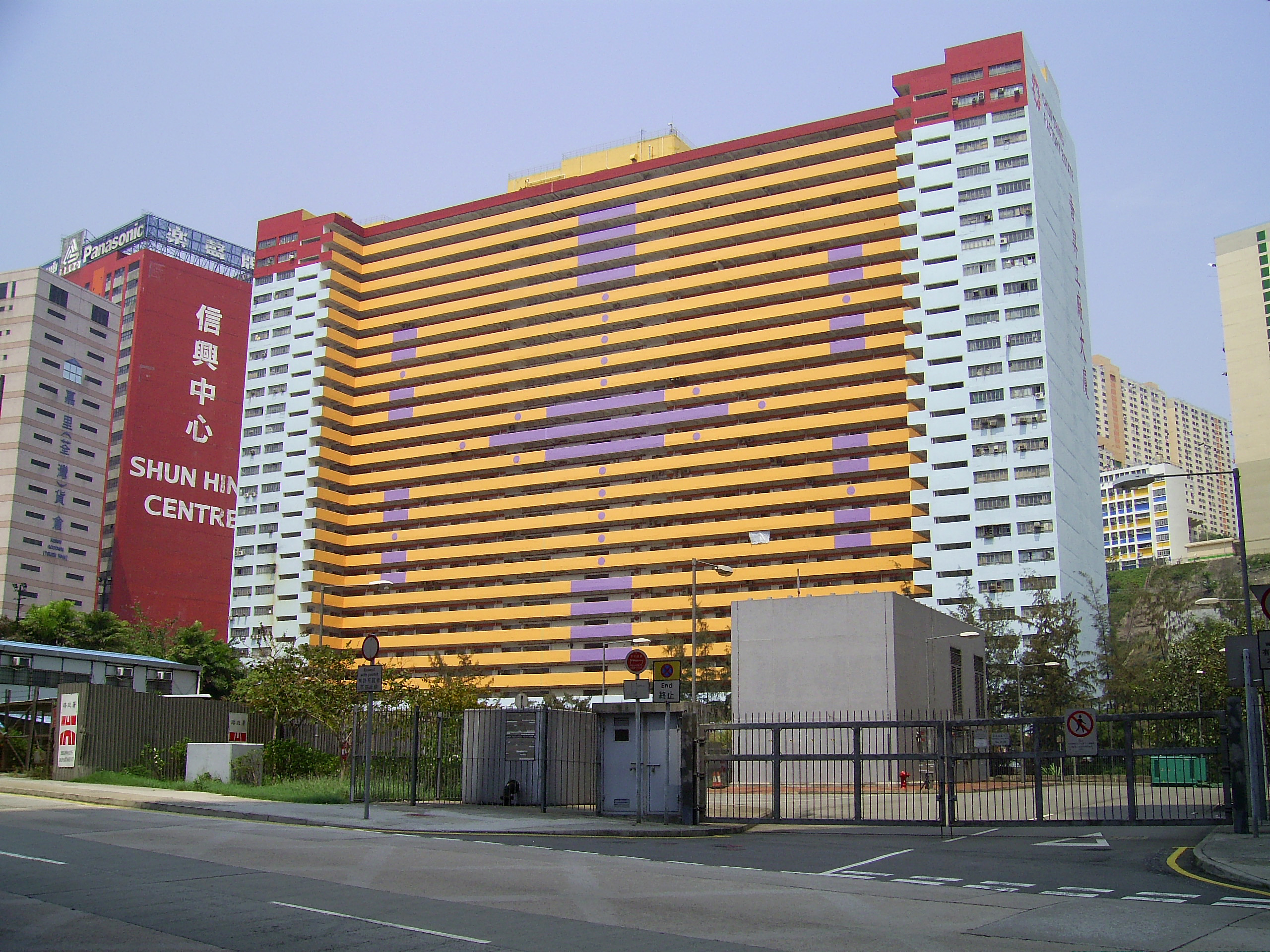
晉昇工廠大廈
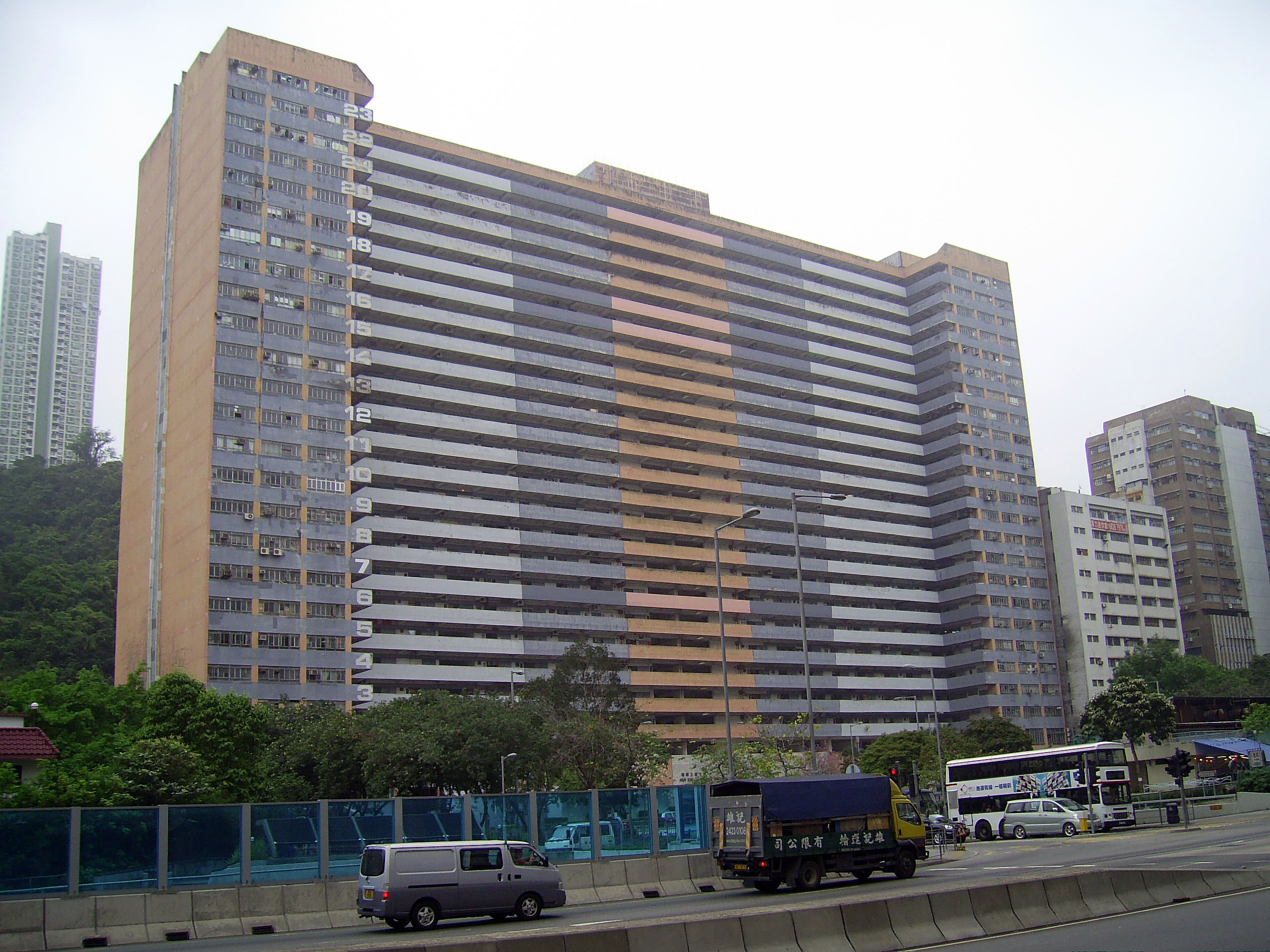
穗輝工廠大廈 （已拆卸）
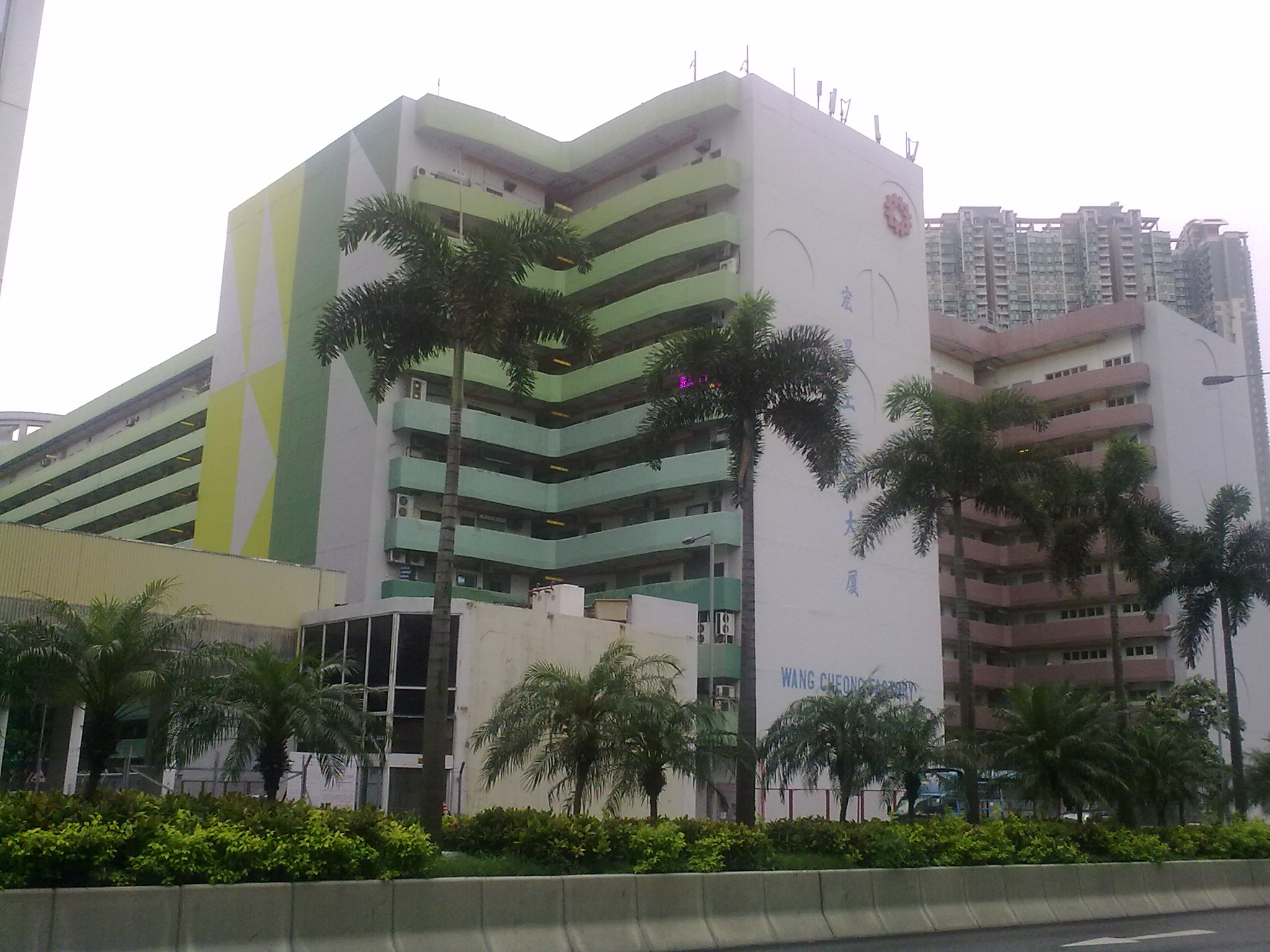
宏昌工廠大廈 （已拆卸）
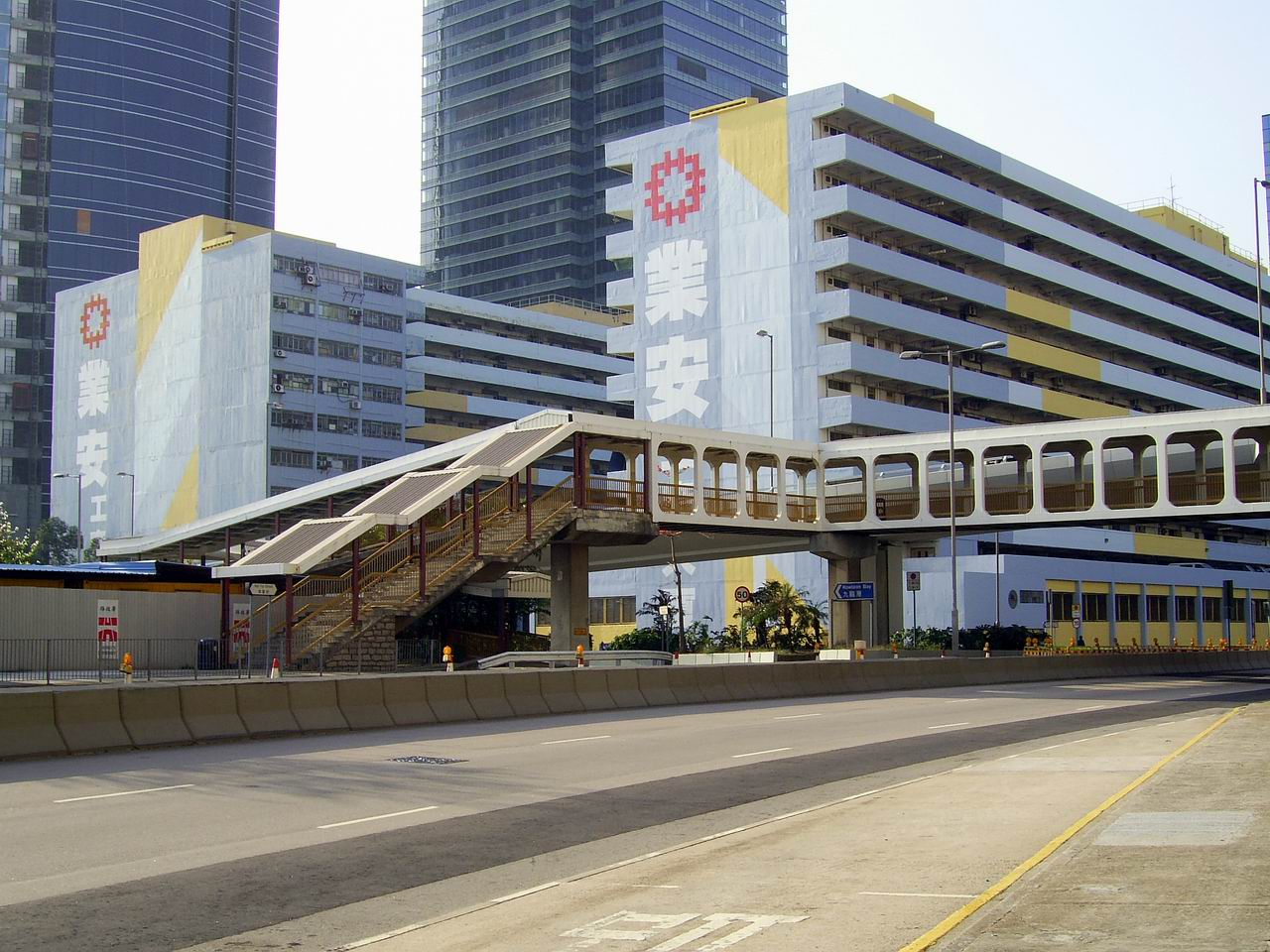
業安工廠大廈 （已拆卸）

### 商業樓宇

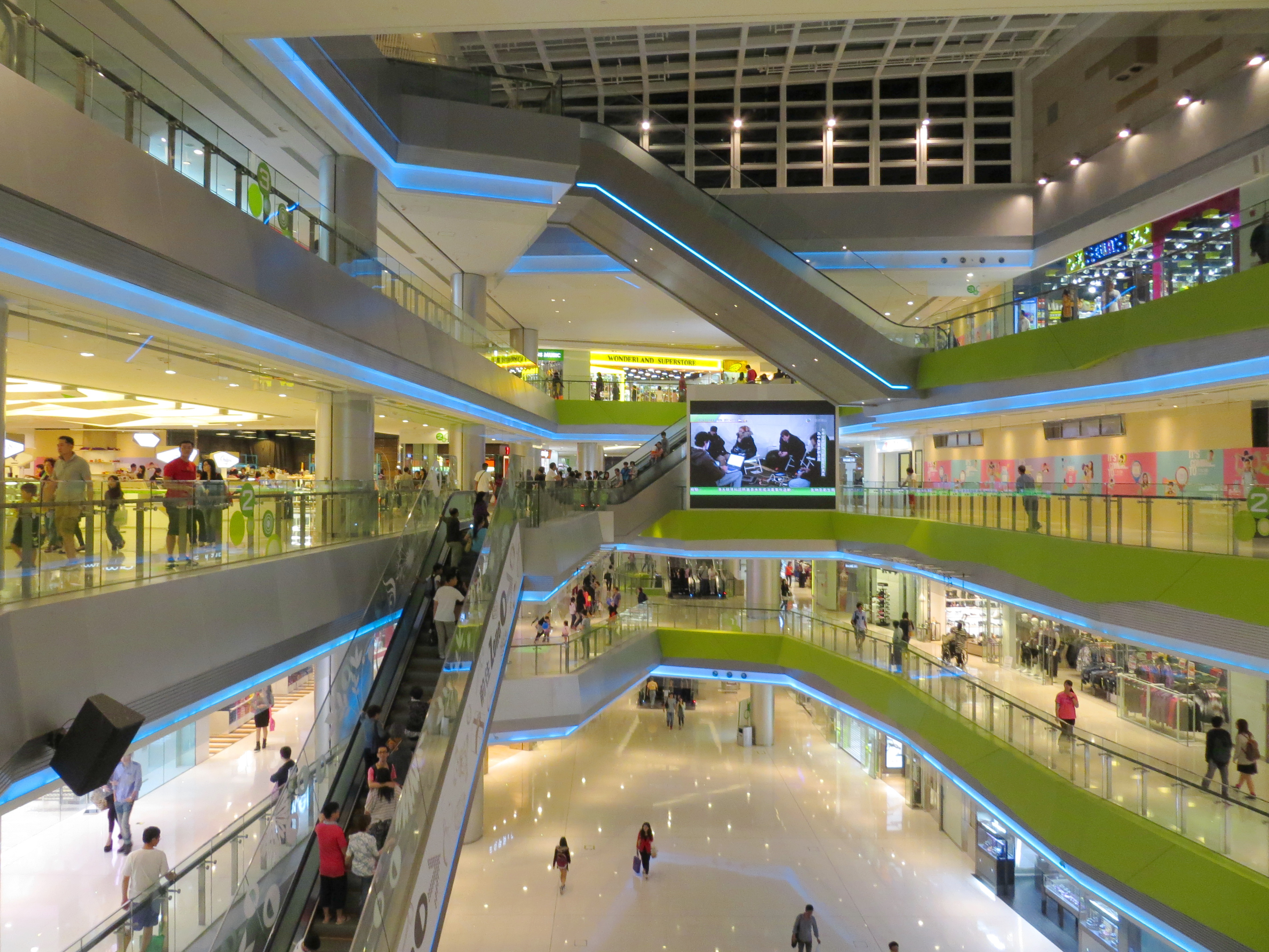
油塘「大本型」為房委會自分拆出售多個大型商場後，目前最大型的購物商場。

2005年之前，公共屋邨及居者有其屋的附屬商場和停車場均由香港房屋委員會持有，其中曉麗商場、華心商場及平田商場（已於2005年售予領展房地產投資信託基金）為整體承租商場，整個商場外判予承辦商營運及分租。1997年，房委會開始將商場管理服務外判。2005年，房委會將大部份商場及停車場售予領展房地產投資信託基金。現時香港房屋委員會仍持有四十多個商場及多個停車場，其中不少為領展房地產投資信託基金上市前沒有售予領展房地產投資信託基金的舊式商場。自領展房地產投資信託基金上市後香港房屋委員會也新建了不少商場，其中大本型是香港房屋委員會的旗艦商場。截至2018年3月31日止年度商業樓宇租金收入28.78億港元(2017年為26.15億港元)帳目盈餘13.71億港元(2017年為12.66億港元)
目前，香港房屋委員會旗下的商場及停車場由商業樓宇小組負責督導，管理及租務由房屋署屬下屋邨管理分處下的商業樓宇小組負責，其中大部份商場和停車場的管理工作由房屋署外判予管理公司。
以下是部份香港房屋委員會商場及停車場：

## 批評
- 2017年底至2018年1月的海麗邨清潔工潮揭發房署外判商榨壓工人。工黨翻查文件發現，屋邨約10年前清潔承辦商百花齊放，但其後中標的潔淨合約，主要由三大外判商組合壟斷，涉嫌「左手交右手」轉換外判公司，涉及30條屋邨，涉及金額逾3.6億元。結果被指涉嫌瓜分市場、顯示外判商之間關係密切，疑違反房委會指引、及投標制度令清潔工人被剝削。[17]不過房委會投標小組主席張達棠指，經審視過去十多年批出的合約後，認為競爭激烈，圍標的機會低，不認為有「左手交右手」情況。[18]
- 1970至1990年代興建的香港公屋大多有不同特色的水池，希望能吸引人到中央聚集，同時為地區建立身分。不過截至2018年10月，203個公共屋邨中只得13個噴水池仍如常運作。有些已乾塘、被清拆填平。香港園境師學會前會長姚寶隆對此感到失望，批評房署以水池衛生和溺斃意外為由，一刀切停止水飾設計，其實是懶於管理。認為應恢復現有的公屋水池運作，並優化設計。而近年新落成東匯邨內設的水池房署也不太滿意。房署以「水池不是標準裝置和管理困難為由，表示無意在將來的公屋加入水池」。[19]
- 一對在外國結婚的男同志在港申請公屋，被房委會指不符合一夫一妻的「夫婦」定義而拒絕其申請，高等法院在2020年3月裁定房委會違憲，構成性傾向歧視。[20]不過到同年4月3日，房委會就判決向上訴庭提出上訴。[21]到2023年10月17日，高等法院上訴庭駁回房委會上訴，維持原審判決。居屋案的申請人原為吳翰林，他於2020年受抑鬱困擾自殺離世，由丈夫李亦豪繼續處理申請。李透過律師表示，對今次判決表示感激，但遺憾無法與吳翰林一同見證。他又指案件已拉鋸 4 年，「衷心希望房委會經過深思熟慮後，不會上訴，讓事件早日止息，亦終於可以讓吳翰林得到安息。」[22]

- 2021年4月，建制團體公屋聯會在Facebook專頁帖文，指海達邨單位大門、大門鐵閘及廚房木門的對落位置裝上了「晶片」，引起居民和網民擔憂會被監控，會有竊聽或追蹤的用途，而網上獲得的資料亦不多。公屋聯會總幹事招國偉認為房署做法合理，稱晶片只能讓房署找出所屬單位是否有違規行為和拆除安全的設施，相關的配套是由防火及安全角度出發，認為大門、鐵閘和廚房門在防火功效有重要作用。房屋署表示自2012年起建成的所有公營房屋，在預製混凝土外牆、鋁窗、木門和鐵閘等安裝具有無線射頻識別技術(RFID)的晶片，以記錄構件的生產資料、型號批次、出廠地點、日期及安裝位置等資料。不過未有回應晶片是否用來監控租戶有否拆除和進行違規改動。[23]

## 圖片集

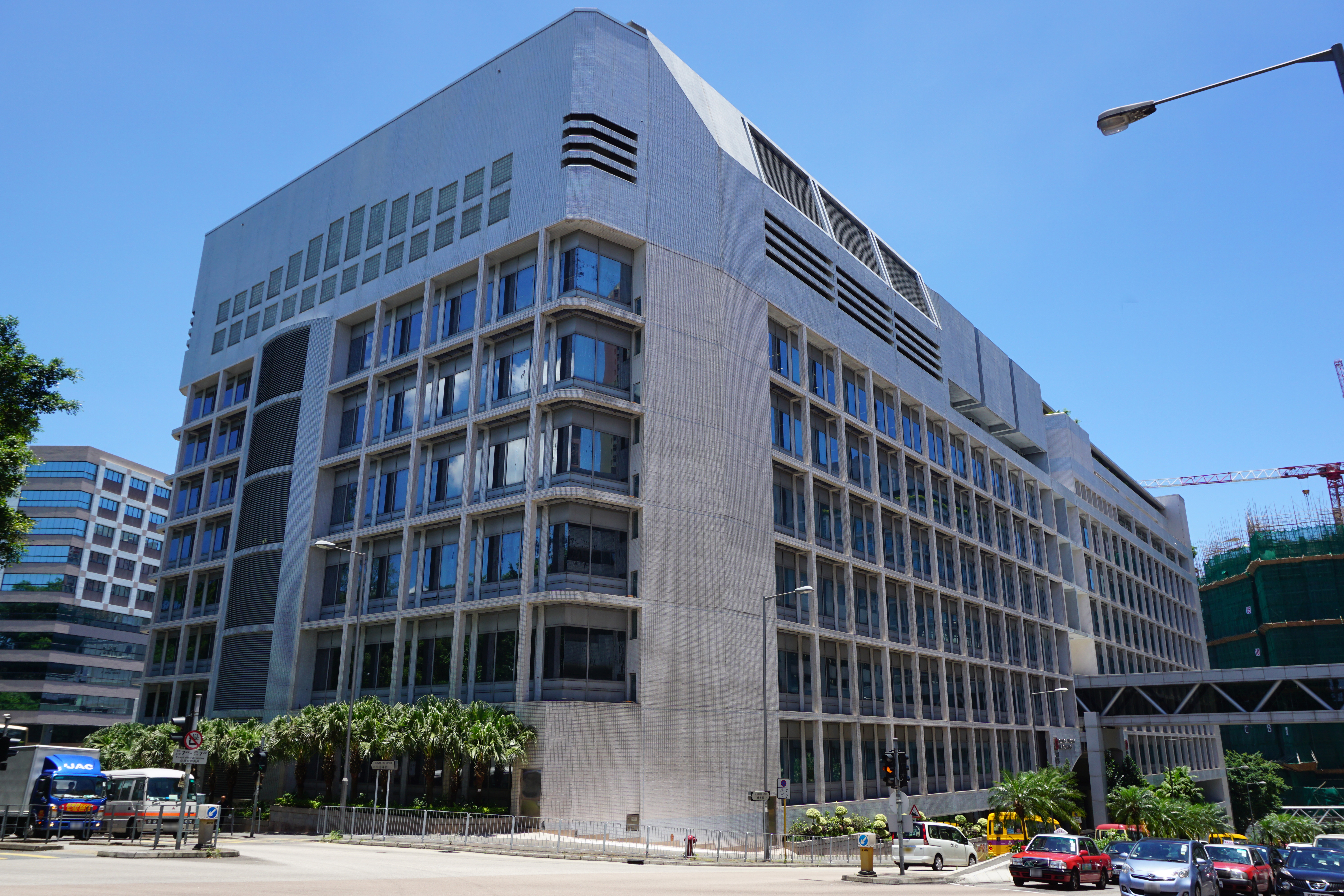
房委會位於何文田的總部（邻近香港都会大学）
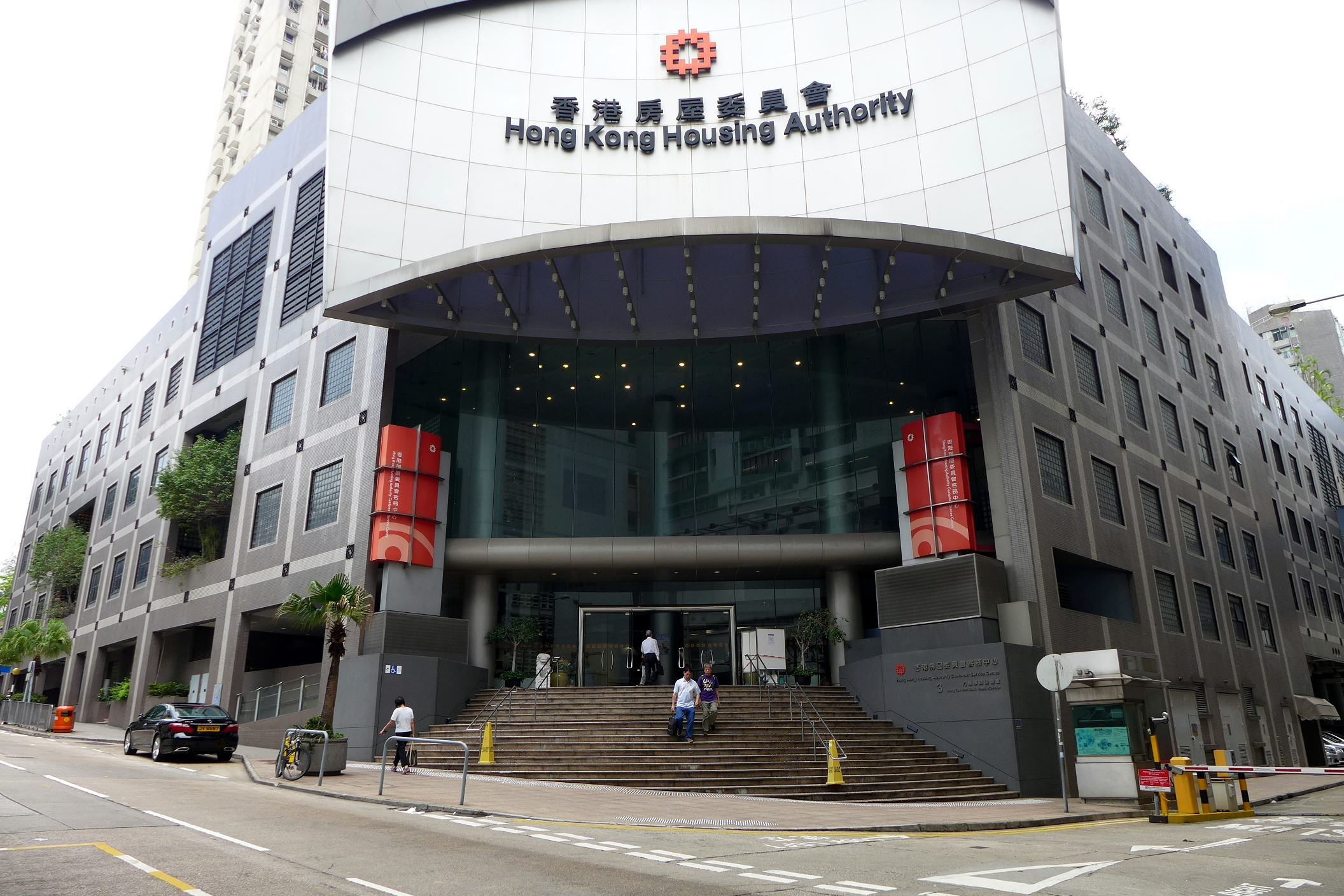
房委會位於樂富的客戶服務中心
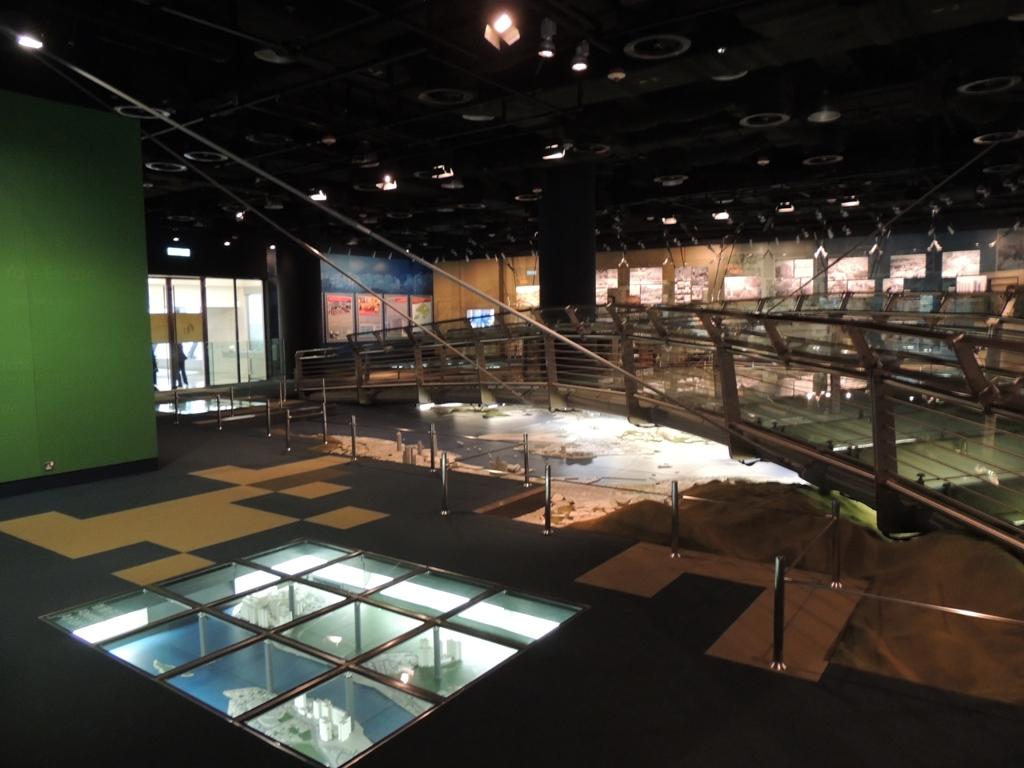
房委會位於何文田的香港房屋委員會展覽中心（已拆除），介紹香港公共房屋發展
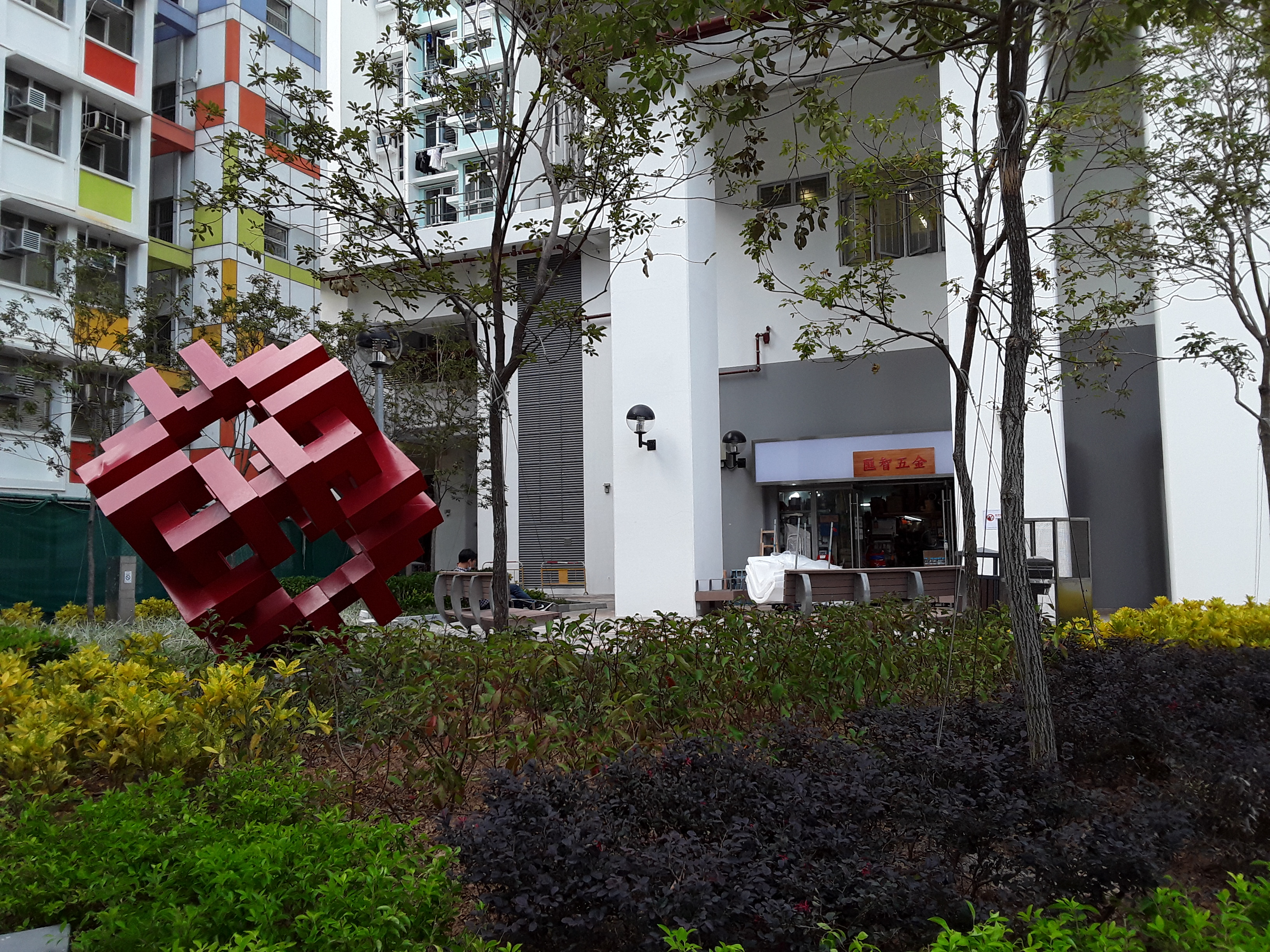
位於東匯邨匯智樓地下的五金舖「匯智五金」與房委會標誌的雕塑（2020年11月）